# Zemský okres Weißenburg-Gunzenhausen
Zemský okres Weißenburg-Gunzenhausen (německy Landkreis Weißenburg-Gunzenhausen) je zemský okres v německé spolkové zemi Bavorsko, ve vládním obvodě Střední Franky. Sídlem okresu je město Weißenburg in Bayern. V roce 2014 zde žilo 92 518 obyvatel.

## Města a obce
| Města | Obce |
| --- | --- |
| 1. Ellingen 2. Gunzenhausen 3. Pappenheim 4. Treuchtlingen 5. Weißenburg in Bayern Obce s tržním právem (Markt) 1. Absberg 2. Gnotzheim 3. Heidenheim 4. Markt Berolzheim 5. Nennslingen 6. Pleinfeld | 1. Alesheim 2. Bergen 3. Burgsalach 4. Dittenheim 5. Ettenstatt 6. Haundorf 7. Höttingen 8. Langenaltheim 9. Meinheim 10. Muhr am See 11. Pfofeld 12. Polsingen 13. Raitenbuch 14. Solnhofen 15. Theilenhofen 16. Westheim |

## Sousední okresy
| Růžice kompasu | Ansbach                              |  | Roth      | Růžice kompasu |
| Růžice kompasu | Sever                                |  |           | Růžice kompasu |
| Růžice kompasu | Zemský okres Weißenburg-Gunzenhausen |  |           | Růžice kompasu |
| Růžice kompasu | Jih                                  |  |           | Růžice kompasu |
| Růžice kompasu | Dunaj-Ries                           |  | Eichstätt | Růžice kompasu |